# 周鏞
周鏞（？—？），陝西泾陽縣人，清朝政治人物、進士出身。

## 生平
光緒二十九年，登進士二甲第七十四名。同年閏五月，以主事分部学习。1906年至1911年擔任陕西高等学堂（現西北大學）专职监督。